# Клавдія Феліцітас Австрійська
Клавдія Феліцітас Австрійська (нім. Claudia Felizitas von Ōsterreich–Tirol, чеськ. Klaudie Felicitas Tyrolská, угор. Klaudia Felicitász Ausztriai;  30 травня 1653, Інсбрук, графство Тіроль —  8 квітня 1676, Відень, ерцгерцогство Австрія) — принцеса з дому Габсбургів, уроджена принцеса Австрійська і Тірольська, донька Фердинанда Карла, ерцгерцога Австрії і графа Тіролю. Друга дружина імператора Леопольда I; в шлюбі — імператриця Священної Римської імперії, королева Німеччини, Угорщини та Чехії, ерцгерцогиня Австрійська і графиня Тірольська.
Була членом Терциарного ордена святого Домініка. Володіла прекрасним вокалом і складала музику, пристрасно захоплювалася полюванням. Імператриця Клавдія Феліцітас мала великий вплив на чоловіка. Вона домоглася віддалення від імперського двору всіх своїх супротивників. Боролася зі зловживаннями у виконавчій і судовій системах. У щасливому шлюбі, що тривав майже три роки, народила двох дітей, померлих в дитячому віці. Померла незабаром після народження другої дитини. Вона була останньою представницею Тірольської гілки дому Габсбургів, яка згасла з її смертю.

## Життєпис

### Ранні роки

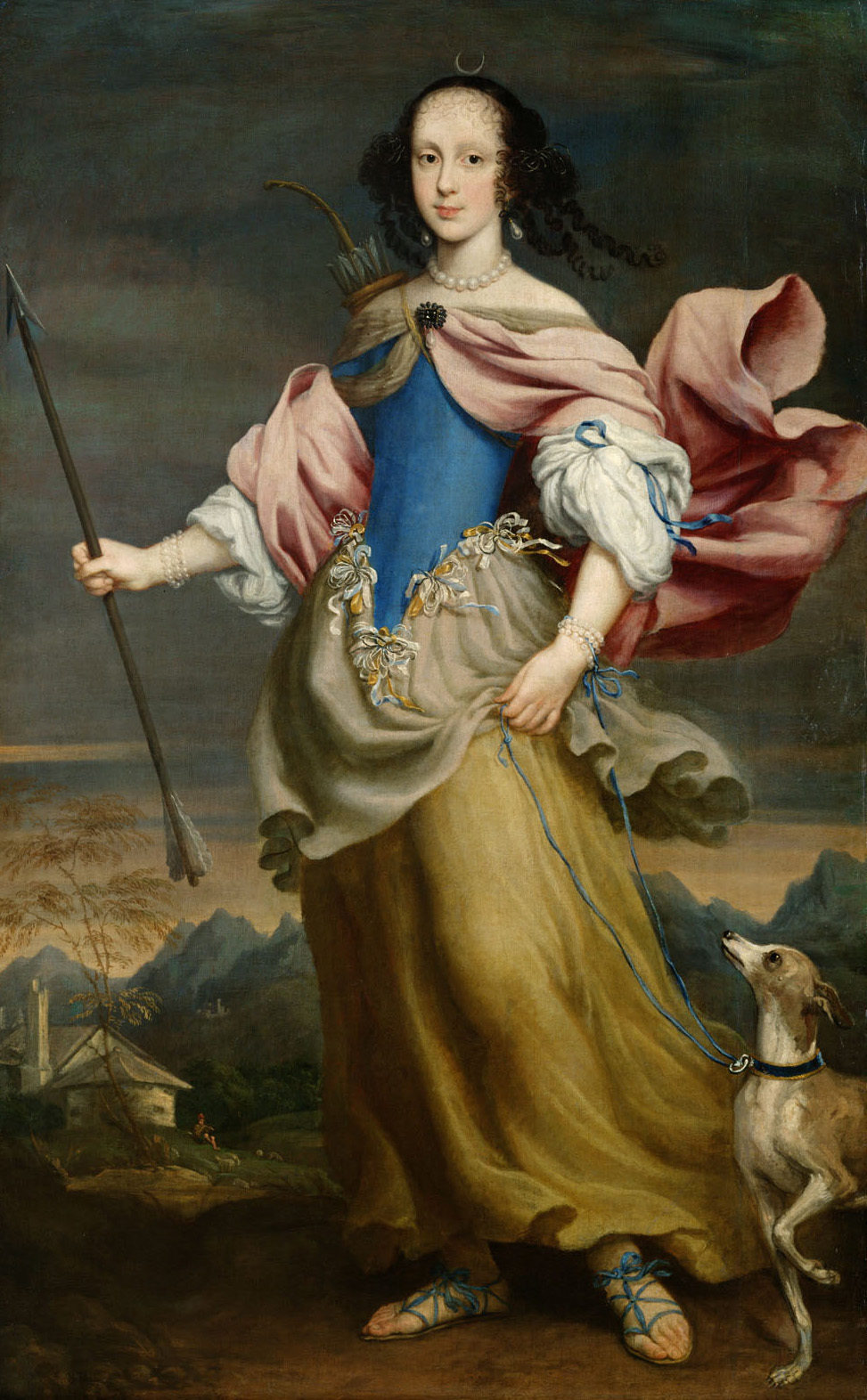
Портрет в образі богині полювання Діани пензля Моранді (166). Музей історії мистецтв, Відень

Клавдія Феліцітас народилася в Інсбруку 30 травня 1653 року. Вона була першою дитиною і старшою дочкою в сім'ї Фердинанда Карла, ерцгерцога Австрійського і графа Тіролю та Анни Тосканської, принцеси з дому Медічі. Батьки принцеси були двоюрідними братом і сестрою. По батьківській лінії вона доводилась онукою Леопольду V, ерцгерцогу Австрійському і графу Тіролю, і Клавдії Тосканській, принцесі з дому Медічі, на честь якої отримала одне зі своїх імен. По материнській лінії була онукою Козімо II, великого герцога Тосканського, і Марії Магдалини Австрійської, ерцгерцогині з дому Габсбургів.
У родині крім неї народилися ще дві дівчинки: невідома на ім'я, померла незабаром після народження, і Марія Магдалина, яка померла в тринадцятирічному віці. Тобто, після смерті дядька, молодшого брата батька, який не залишив спадкоємців, і молодшої сестри Клавдія Феліцітас стала останньою представницею Тірольської гілки дому Габсбургів.
У деяких джерелах вона описується як «дуже красива дівчина, з живим характером і розвиненим інтелектом». Принцеса росла при дворі в Інсбруку, перетвореним її батьками на один з центрів європейського барочного мистецтва і музики. Клавдія Феліцітас володіла прекрасними вокальними даними, грала на різних музичних інструментах і складала музику. Ще більшим захопленням принцеси було полювання. Зберігся її портрет пензля Моранді, на якому тринадцятирічна Клавдія Феліцітас зображена в образі Діани, античної богині полювання.
Також багато уваги принцеса приділяла справам благочестя. Вона була терціарною домініканкою, тобто членом світської гілки ордена Домініканців.

### Шлюб

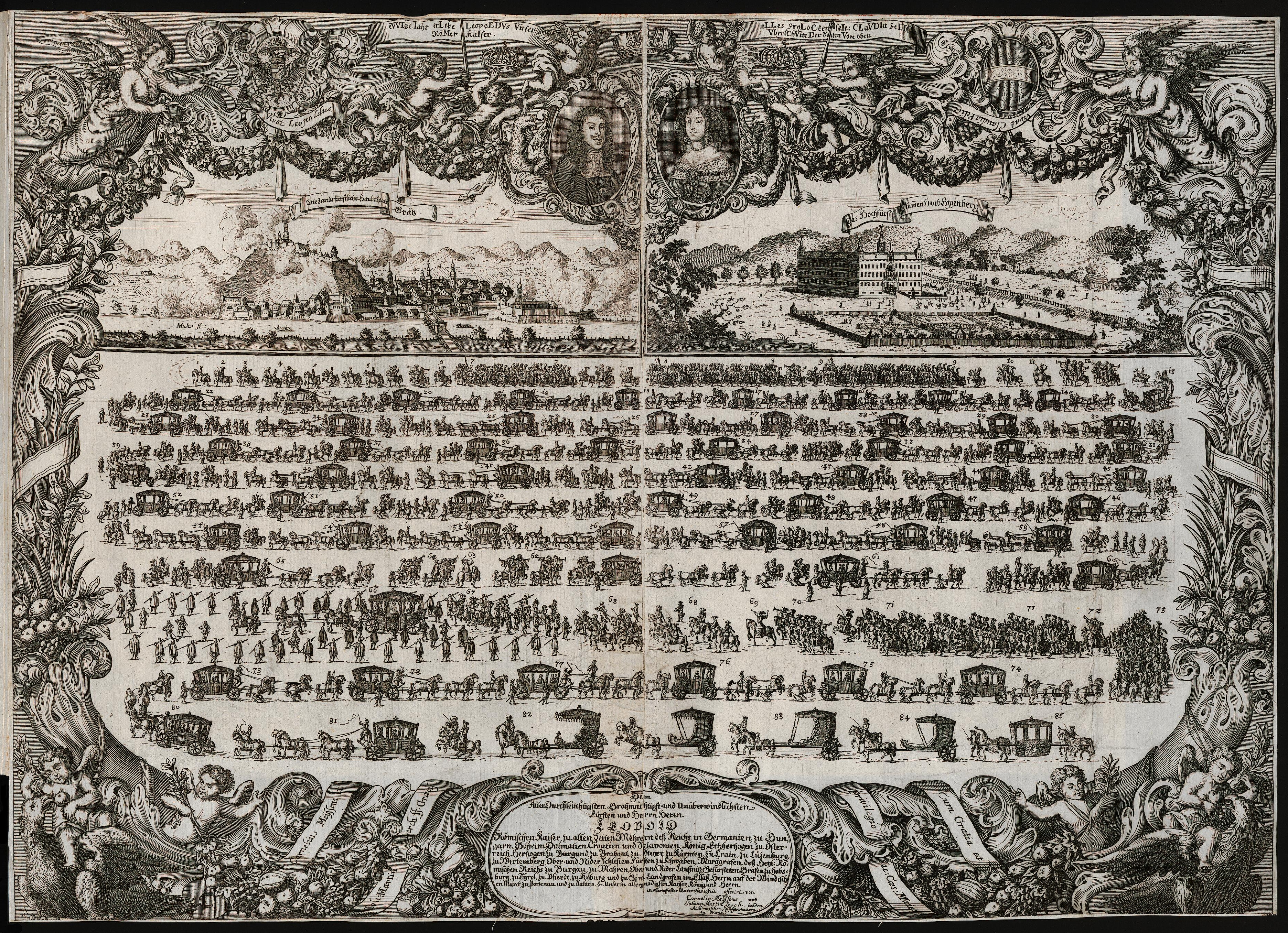
Гравюра Корнеліса Мейссенса. Імператорський весільний кортеж у Граці 15 жовтня 1673 року (вгорі портрети імператорської родини)

Після смерті батька і дядька Клавдії Феліціти, які не залишили спадкоємців чоловічої статі, графство Тірольське перейшло під пряме управління імператорського двору у Відні. Овдовіла мати намагалася захистити права дочок. Її суперечка з імператорським двором завершився тільки після весілля старшої дочки (молодша померла в підлітковому віці) з Леопольдом I, імператором Священної Римської імперії, королем Німеччини, Угорщини та Чехії, ерцгерцогом австрійським. У шлюбі з ним Клавдія Феліцітас зберегла титул графині Тірольської.
Імператор був удівцем. У першому шлюбі з Маргаритою Терезою, інфантою Іспанською, він мав чотирьох дітей, з яких двоє були хлопчиками, але обидві дитини померли в дитинстві. Для того щоб забезпечити продовження династії, незабаром після смерті першої дружини Леопольд I був змушений почати пошуки нової дружини і зупинив свій вибір на троюрідній сестрі. Клавдія Феліцітас відповіла згодою родичу і відмовила іншому претендентові на її руку, теж удівцю, Джеймсу, герцогу Йоркському, майбутньому королю Англії і Шотландії Якову II.
Одруження за дорученням відбулося в Інсбруку. За нареченою було дано посаг у 30 тисяч гульденів. Потім вона разом з матір'ю і свитою виїхала в Грац, де мало відбуватися офіційне весілля. За дорученням імператора організацією весільних торжеств займався князь Йоганн Зейфрід фон Еггенберг. Над головним порталом свого нещодавно відбудованого чудового замку, в якому за день до весілля зупинилася майбутня імператриця з почтом, він наказав вибити напис на латині «Хай живе імператриця Клавдія!» (лат. Ave Claudia Imperatrix). Обряд вінчання пройшов у палацовій церкві Святого Егідія в Граці 15 жовтня 1673 року. Весільні урочистості тривали два тижні. На початку листопада імператорське подружжя виїхала з Граца до Відня.
У подружжя народилися дві дочки, які померли в дитинстві: Анна Марія Софія (11.9.1674 — 21.12.1674) і Марія Йозефа Клементина (11.10.1675 — 11.7.1676). Незважаючи на це, їх шлюб був щасливим, але тривав близько трьох років. Клавдія Феліцітас користувалася впливом на чоловіка. Вона домоглася відставки і вигнання першого міністра Венцеля Еусебіуса фон Лобковіца, який був противником її шлюбу з імператором і пропонував йому зупинити свій вибір на Елеонорі Магдалині, принцесі Пфальц-Нейбурзькій, родичці його мачухи. Імператриця звертала увагу чоловіка на зловживання при імператорському дворі, особливо в урядовій та судовій системах. З цією метою в 1674 році вона поставила оперу з відповідним підтекстом.

### Передчасна смерть
Клавдія Феліцітас раптово померла від туберкульозу у Відні 8 квітня 1676 року у віці 22 років. Сталося це невдовзі після народження другої дочки, яка не на багато пережила матір. Вона померла в липні того ж року, а у вересні, слідом за дочкою та онукою, померла мати імператриці, вдова графиня Тірольська. Імператор важко переживав втрату другої дружини. Він пішов у монастир поблизу Відня, щоб оплакати своє вдівство, але вже в грудні того ж року, через відсутність спадкоємців чоловічої статі, вступив у третій шлюб з Елеонорою Магдалиною, принцесою Пфальц-Нейбурзькою з дому Вітельсбахів. У цьому шлюбі народилися 10 дітей, включаючи і два майбутніх імператора Йосипа I і Карла VI.
Клавдію Феліціту поховали у Відні. Серце покійної імператриці вилучили і в спеціальній урні поклали в Імператорському склепі при церкві капуцинів, а її тіло поховали в церкви домініканців, де поруч з нею потім поховали і матір.

## У культурі
Ще за життя імператриця надихала підданих на створення на її честь творів і навіть головоломок. Так, у 1674 році, під час її першої вагітності, з'явився вірш, що описував інтимні стосунки імператорської родини. Він був зашифрований у формі хреста за правилом «Хід конем». Імператор та імператриця прихильно поставилися до твору, автор якого отримав від них по одному дукату за кожен склад. У 1867 році був виданий історичний роман німецької письменниці Луїзи Мюльбах «Імператриця Клавдія, принцеса Тірольська» (нім. Kaiserin Claudia, Prinzessin von Tirol.
Збереглося кілька портретів Клавдії Феліціти, що зображують її в різному віці. Посмертний портрет імператриці пензля іспанського художника Карреньо де Міранди в даний час зберігається у колекції музею д'Орсе в Парижі. На дитячому портреті 1663 року пензля італійського живописця Дольчі вона зображена в образі Ісуса Христа в дитинстві. Картина входить до колекції музею Тіссена-Борнеміса в Мадриді. На іншому портреті близько 1672—1675 років кисті того ж художника Клавдія Феліцітас зображена в образі святої імператриці Галли Плацидії ; це полотно зберігається у Флоренції в галереї палаццо Пітті.

## Генеалогія
|            |            |            |            |                      |                      |                      |                      |                      |                      |               |               |               |               | Філіп I Вродливий | Філіп I Вродливий | Філіп I Вродливий | Філіп I Вродливий | Філіп I Вродливий | Філіп I Вродливий |                |                | Хуана I        | Хуана I        | Хуана I             | Хуана I             | Хуана I             | Хуана I             |                      |                      |                      |                      |                      |                      |                      |                      |                      |                      |                |                |                             |                             |                             |                             |                             |                             |  |  |
|            |            |            |            |                      |                      |                      |                      |                      |                      |               |               |               |               | Філіп I Вродливий | Філіп I Вродливий | Філіп I Вродливий | Філіп I Вродливий | Філіп I Вродливий | Філіп I Вродливий |                |                | Хуана I        | Хуана I        | Хуана I             | Хуана I             | Хуана I             | Хуана I             |                      |                      |                      |                      |                      |                      |                      |                      |                      |                      |                |                |                             |                             |                             |                             |                             |                             |  |  |
|            |            |            |            |                      |                      |                      |                      |                      |                      |               |               |               |               |                   |                   |                   |                   |                   |                   |                |                |                |                |                     |                     |                     |                     |                      |                      |                      |                      |                      |                      |                      |                      |                      |                      |                |                |                             |                             |                             |                             |                             |                             |  |  |
|            |            |            |            |                      |                      |                      |                      |                      |                      |               |               |               |               |                   |                   |                   |                   |                   |                   |                |                |                |                |                     |                     |                     |                     |                      |                      |                      |                      |                      |                      |                      |                      |                      |                      |                |                |                             |                             |                             |                             |                             |                             |  |  |
|            |            |            |            |                      |                      |                      |                      |                      |                      |               |               |               |               |                   |                   |                   |                   |                   |                   |                |                |                |                |                     |                     |                     |                     | Ізабелла Австрійська | Ізабелла Австрійська | Ізабелла Австрійська | Ізабелла Австрійська | Ізабелла Австрійська | Ізабелла Австрійська |                      |                      | Кристіан II          | Кристіан II          | Кристіан II    | Кристіан II    | Кристіан II                 | Кристіан II                 |                             |                             |                             |                             |  |  |
|            |            |            |            |                      |                      |                      |                      |                      |                      |               |               |               |               |                   |                   |                   |                   |                   |                   |                |                |                |                |                     |                     |                     |                     | Ізабелла Австрійська | Ізабелла Австрійська | Ізабелла Австрійська | Ізабелла Австрійська | Ізабелла Австрійська | Ізабелла Австрійська |                      |                      | Кристіан II          | Кристіан II          | Кристіан II    | Кристіан II    | Кристіан II                 | Кристіан II                 |                             |                             |                             |                             |  |  |
|            |            |            |            |                      |                      |                      |                      |                      |                      |               |               |               |               |                   |                   |                   |                   |                   |                   |                |                |                |                |                     |                     |                     |                     |                      |                      |                      |                      |                      |                      |                      |                      |                      |                      |                |                |                             |                             |                             |                             |                             |                             |  |  |
|            |            |            |            |                      |                      |                      |                      | Фердинанд I          | Фердинанд I          | Фердинанд I   | Фердинанд I   | Фердинанд I   | Фердинанд I   |                   |                   | Анна I            | Анна I            | Анна I            | Анна I            | Анна I         | Анна I         |                |                |                     |                     |                     |                     |                      |                      |                      |                      | Крістіна Данська     | Крістіна Данська     | Крістіна Данська     | Крістіна Данська     | Крістіна Данська     | Крістіна Данська     |                |                | Франциск I                  | Франциск I                  | Франциск I                  | Франциск I                  | Франциск I                  | Франциск I                  |  |  |
|            |            |            |            |                      |                      |                      |                      | Фердинанд I          | Фердинанд I          | Фердинанд I   | Фердинанд I   | Фердинанд I   | Фердинанд I   |                   |                   | Анна I            | Анна I            | Анна I            | Анна I            | Анна I         | Анна I         |                |                |                     |                     |                     |                     |                      |                      |                      |                      | Крістіна Данська     | Крістіна Данська     | Крістіна Данська     | Крістіна Данська     | Крістіна Данська     | Крістіна Данська     |                |                | Франциск I                  | Франциск I                  | Франциск I                  | Франциск I                  | Франциск I                  | Франциск I                  |  |  |
|            |            |            |            |                      |                      |                      |                      |                      |                      |               |               |               |               |                   |                   |                   |                   |                   |                   |                |                |                |                |                     |                     |                     |                     |                      |                      |                      |                      |                      |                      |                      |                      |                      |                      |                |                |                             |                             |                             |                             |                             |                             |  |  |
|            |            |            |            |                      |                      |                      |                      |                      |                      |               |               |               |               |                   |                   |                   |                   |                   |                   |                |                |                |                |                     |                     |                     |                     |                      |                      |                      |                      |                      |                      |                      |                      |                      |                      |                |                |                             |                             |                             |                             |                             |                             |  |  |
| Альбрехт V | Альбрехт V | Альбрехт V | Альбрехт V | Альбрехт V           | Альбрехт V           |                      |                      | Анна Габсбург        | Анна Габсбург        | Анна Габсбург | Анна Габсбург | Анна Габсбург | Анна Габсбург |                   |                   | Карл II           | Карл II           | Карл II           | Карл II           | Карл II        | Карл II        |                |                |                     |                     |                     |                     | Клаудія Валуа        | Клаудія Валуа        | Клаудія Валуа        | Клаудія Валуа        | Клаудія Валуа        | Клаудія Валуа        |                      |                      | Карл III             | Карл III             | Карл III       | Карл III       | Карл III                    | Карл III                    |                             |                             |                             |                             |  |  |
| Альбрехт V | Альбрехт V | Альбрехт V | Альбрехт V | Альбрехт V           | Альбрехт V           |                      |                      | Анна Габсбург        | Анна Габсбург        | Анна Габсбург | Анна Габсбург | Анна Габсбург | Анна Габсбург |                   |                   | Карл II           | Карл II           | Карл II           | Карл II           | Карл II        | Карл II        |                |                |                     |                     |                     |                     | Клаудія Валуа        | Клаудія Валуа        | Клаудія Валуа        | Клаудія Валуа        | Клаудія Валуа        | Клаудія Валуа        |                      |                      | Карл III             | Карл III             | Карл III       | Карл III       | Карл III                    | Карл III                    |                             |                             |                             |                             |  |  |
|            |            |            |            |                      |                      |                      |                      |                      |                      |               |               |               |               |                   |                   |                   |                   |                   |                   |                |                |                |                |                     |                     |                     |                     |                      |                      |                      |                      |                      |                      |                      |                      |                      |                      |                |                |                             |                             |                             |                             |                             |                             |  |  |
|            |            |            |            | Марія Анна Баварська | Марія Анна Баварська | Марія Анна Баварська | Марія Анна Баварська | Марія Анна Баварська | Марія Анна Баварська |               |               |               |               |                   |                   |                   |                   |                   |                   |                |                |                |                | Фердинандо I Медічі | Фердинандо I Медічі | Фердинандо I Медічі | Фердинандо I Медічі | Фердинандо I Медічі  | Фердинандо I Медічі  |                      |                      | Крістіна Лотаринзька | Крістіна Лотаринзька | Крістіна Лотаринзька | Крістіна Лотаринзька | Крістіна Лотаринзька | Крістіна Лотаринзька |                |                |                             |                             |                             |                             |                             |                             |  |  |
|            |            |            |            | Марія Анна Баварська | Марія Анна Баварська | Марія Анна Баварська | Марія Анна Баварська | Марія Анна Баварська | Марія Анна Баварська |               |               |               |               |                   |                   |                   |                   |                   |                   |                |                |                |                | Фердинандо I Медічі | Фердинандо I Медічі | Фердинандо I Медічі | Фердинандо I Медічі | Фердинандо I Медічі  | Фердинандо I Медічі  |                      |                      | Крістіна Лотаринзька | Крістіна Лотаринзька | Крістіна Лотаринзька | Крістіна Лотаринзька | Крістіна Лотаринзька | Крістіна Лотаринзька |                |                |                             |                             |                             |                             |                             |                             |  |  |
|            |            |            |            |                      |                      |                      |                      |                      |                      |               |               |               |               |                   |                   |                   |                   |                   |                   |                |                |                |                |                     |                     |                     |                     |                      |                      |                      |                      |                      |                      |                      |                      |                      |                      |                |                |                             |                             |                             |                             |                             |                             |  |  |
|            |            |            |            |                      |                      |                      |                      |                      |                      |               |               |               |               |                   |                   |                   |                   |                   |                   |                |                |                |                |                     |                     |                     |                     |                      |                      |                      |                      |                      |                      |                      |                      |                      |                      |                |                |                             |                             |                             |                             |                             |                             |  |  |
|            |            |            |            |                      |                      |                      |                      |                      |                      |               |               | Леопольд V    | Леопольд V    | Леопольд V        | Леопольд V        | Леопольд V        | Леопольд V        |                   |                   |                |                |                |                | Клаудія де Медічі   | Клаудія де Медічі   | Клаудія де Медічі   | Клаудія де Медічі   | Клаудія де Медічі    | Клаудія де Медічі    |                      |                      | Козімо II Медічі     | Козімо II Медічі     | Козімо II Медічі     | Козімо II Медічі     | Козімо II Медічі     | Козімо II Медічі     |                |                | Марія Магдалена Австрійська | Марія Магдалена Австрійська | Марія Магдалена Австрійська | Марія Магдалена Австрійська | Марія Магдалена Австрійська | Марія Магдалена Австрійська |  |  |
|            |            |            |            |                      |                      |                      |                      |                      |                      |               |               | Леопольд V    | Леопольд V    | Леопольд V        | Леопольд V        | Леопольд V        | Леопольд V        |                   |                   |                |                |                |                | Клаудія де Медічі   | Клаудія де Медічі   | Клаудія де Медічі   | Клаудія де Медічі   | Клаудія де Медічі    | Клаудія де Медічі    |                      |                      | Козімо II Медічі     | Козімо II Медічі     | Козімо II Медічі     | Козімо II Медічі     | Козімо II Медічі     | Козімо II Медічі     |                |                | Марія Магдалена Австрійська | Марія Магдалена Австрійська | Марія Магдалена Австрійська | Марія Магдалена Австрійська | Марія Магдалена Австрійська | Марія Магдалена Австрійська |  |  |
|            |            |            |            |                      |                      |                      |                      |                      |                      |               |               |               |               |                   |                   |                   |                   |                   |                   |                |                |                |                |                     |                     |                     |                     |                      |                      |                      |                      |                      |                      |                      |                      |                      |                      |                |                |                             |                             |                             |                             |                             |                             |  |  |
|            |            |            |            |                      |                      |                      |                      |                      |                      |               |               |               |               |                   |                   |                   |                   | Фердинанд Карл    | Фердинанд Карл    | Фердинанд Карл | Фердинанд Карл | Фердинанд Карл | Фердинанд Карл |                     |                     |                     |                     |                      |                      |                      |                      |                      |                      |                      |                      | Анна де Медічі       | Анна де Медічі       | Анна де Медічі | Анна де Медічі | Анна де Медічі              | Анна де Медічі              |                             |                             |                             |                             |  |  |
|            |            |            |            |                      |                      |                      |                      |                      |                      |               |               |               |               |                   |                   |                   |                   | Фердинанд Карл    | Фердинанд Карл    | Фердинанд Карл | Фердинанд Карл | Фердинанд Карл | Фердинанд Карл |                     |                     |                     |                     |                      |                      |                      |                      |                      |                      |                      |                      | Анна де Медічі       | Анна де Медічі       | Анна де Медічі | Анна де Медічі | Анна де Медічі              | Анна де Медічі              |                             |                             |                             |                             |  |  |
|            |            |            |            |                      |                      |                      |                      |                      |                      |               |               |               |               |                   |                   |                   |                   |                   |                   |                |                |                |                |                     |                     |                     |                     |                      |                      |                      |                      |                      |                      |                      |                      |                      |                      |                |                |                             |                             |                             |                             |                             |                             |  |  |
|            |            |            |            |                      |                      |                      |                      |                      |                      |               |               |               |               |                   |                   |                   |                   |                   |                   |                |                |                |                |                     |                     | Клавдія Феліцітас   |                     |                      |                      |                      |                      |                      |                      |                      |                      |                      |                      |                |                |                             |                             |                             |                             |                             |                             |  |  |